# Dinatriumoctaborat
Dinatriumoctaborat ist eine anorganische chemische Verbindung des Natriums aus der Gruppe der Borate.

## Gewinnung und Darstellung
Dinatriumoctaborat kann durch Reaktion von Borsäure mit Borax oder Natriumcarbonat gewonnen werden.

## Eigenschaften
Dinatriumoctaborat ist ein Feststoff, der löslich in Wasser ist. Das Tetrahydrat ist ein farb- und geruchloser Feststoff.

## Verwendung
Dinatriumoctaborat wird als Holzschutzmittel verwendet. Es wird auch als Insektizid und Fungizid eingesetzt.

## Gefahrenbewertung
Dinatriumoctaborat wurde von der ECHA aufgrund seiner reprotoxischen Eigenschaften auf die Kandidatenliste der besonders besorgniserregenden Stoffe gesetzt.